# Реммал-ходжа
Мухаммед Нідаї Кайсуні-заде абоРеммал-ходжа — турецький і османсько-кримський, хроніст, історик Криму та поет, двірцевий, астролог, лікар, друг і співрозмовник кримського хана Сахіб Ґірея.

## Біографія
Реммал-ходжа — за походженням тюрк, виходець із сім'ї медиків, отримав освіту в Стамбулі. Подорожуючи Османською імперією, потрапив до Криму, і своїми знаннями та хистом привернув увагу кримських вельмож й, з 1532 року, служив в Бахчисараї біля кримського хана Сахіб-Ґірея.
Прізвисько отримав за астрологічне мистецтво. Після усунення від трону Сахіб Ґірея, його найкращого друга також було ув'язнено. Там же, у в'язниці ним було написано кілька творів, в тому числі і найгучніший його доробок — історичний трактат «Таріх-й Сахіб-Гірей-хан» (Історія Сахіб-Гірей-хана). У трактаті викладено історію черкеських походів і трагічної загибелі хана. Публікація О. Гёкбільгіна (1973) включає оригінальний текст на азербайджанською мовою та переклад на французьку.

## Твори
Реммал-Ходжа мав здібність до наук, астрології та пробував віршувати. До нащадків дійшли: «Історія Сахіб Ґірей-хана» та «Користь для людей у віршах».

### «Історія Сахіб Ґірея-хана»
Головне надбання Реммал-Ходжи — його «Історії хана Сахіб Ґірея». Книжку, яку він написав староосманською мовою дослівно перекладено турецький просвітитель О. Гьокбільгін (1973). Перше видання вміщало в собі оригінальну текстівку на староосманські мові та переклад на французьку. Сам трактат це опис походів кримського хана Сахіб Ґірея і його трагічної загибелі.

### «Користь для людей у віршах»
Невеличка альбомний зшиток віршів що була написана у XVII столітті написана персонально для османського султана Селіма II (прізвисько «П'яниця»). В ньому автор віршованим чином переказав трактат з діагностики та лікування хвороб. Особливості рукопису: починається з молитви за здоров'я султана і кожен новий розділ починався зі слів «рецепт» або «ліки від …» Наразі, оригінал, з якого Реммал-Ходжа робив переклад зберігся в рукописних зібраннях лише Санкт-Петербурга і Парижа.